# 2006-os Bundesvision Song Contest
A 2006-os Bundesvision Song Contest volt a második Bundesvision Song Contest, melyet a Hessenben található Wetzlarban rendeztek meg, mivel a 2005-ös versenyt a Hessent képviselő Juli Geile Zeit című dala nyerte. A versenyre 2006. február 9-én került sor. A helyszín a wetzlari Mittelhessen-Arena volt.

## A helyszín és a verseny
A verseny pontos helyszíne a Wetzlarban található Mittelhessen-Arena volt, amely 6 000 fő befogadására alkalmas.
| Németország Wetzlar |

A dalfesztivál házigazdái Stefan Raab, Janin Reinhardt és Elton voltak.
Akárcsak az előző évben, az adás Stefan Raab és a tartományok zászlóvivőinek bevonulásával kezdődött. A verseny és a szabályok ismertetése után Raab köszöntötte a másik két műsorvezetőt is, akik szintén bevonultak a helyszínre. Ezt követően egy rövid interjú erejéig színpadra lépett az előző év győztese, a Juli. Az együttes a győztesnek járó trófeát is bemutatta, majd a dalok utáni szünetben meghívott előadóként is fellépett.
A dalok előtti képeslapok az adott tartományról és versenyzőikről szóló kisfilmek voltak. A képeslapok előtt és után rövid felvezető szövegek hangzottak el.
Érdekesség, hogy Észak-Rajna-Vesztfália sorozatban másodszor nyitotta a versenyt, és sorozatban másodszor végzett az utolsó helyen.
Ez volt az első alkalom, hogy a fellépési sorrendben utolsóként előadott dal győzött.

## A résztvevők
A versenyen Németország tizenhat tartománya vett részt.
A második helyezett Brémát képviselő Revolverheld 2014 ben is részt vett a versenyen, ahol már győzni tudott. A hesseni színekben induló Nadja Benaissa pedig 2008-ban, a No Angels tagjaként képviselte Németországot az Eurovíziós Dalfesztiválon.
A győztes Seeed együttes egyik tagja, Peter Fox 2009-ben szólóénekesként is nyerni tudott, így jelenleg ő az egyetlen előadó, aki két évből is győztesen távozott.

## A szavazás
A szavazás a fellépési sorrendnek megfelelően történt, vagyis Észak-Rajna-Vesztfália volt az első, és Berlin volt az utolsó szavazó.
Minden tartomány az eurovíziós rendszerben szavazott, vagyis 1-8, 10 és 12 pontot osztottak ki a legjobbnak ítélt tíz dalnak. A nemzetközi versennyel ellentétben azonban saját dalra is lehetett szavazni, így a legtöbb tartomány saját magának adta a maximális tizenkét pontot.
Az elsőként szavazó Észak-Rajna-Vesztfália Berlint helyezte az élre. Alsó-Szászország hat pontjával a házigazda Hessen, a hét ponttal Türingia, a nyolc ponttal pedig Berlin került az első helyre. A tíz ponttal holtversenyben Berlin és Bréma vezetett, de a Saar-vidék hét pontjával Türingia vette át a vezetést. Ezt követően végig Berlin, Bréma és Türingia váltotta egymást az első három helyen.
Az izgalmas szavazás végén a főváros lett a verseny győztese. Ez volt Berlin első győzelme, és az első alkalom, hogy a fellépési sorrendben utolsóként előadott dal nyert.
A győztes dal minden tartománytól kapott pontot, a legkevesebb hetet Szász-Anhalt adta. Emellett két tartománytól – Észak-Rajna-Vesztfália és Berlin – gyűjtötte be a legmagasabb tizenkét pontot.
Észak-Rajna-Vesztfália sorozatban másodszor végzett az utolsó helyen. Továbbá két tartományt is a saját maguk által kiosztott pontok mentettek meg a nulla pontos utolsó helytől: Szász-Anhalt tizenkét pontja a tizennegyedik, Szászország tíz pontja pedig az utolsó előtti helyre volt elég.

## Eredmények
| #  | Tartomány                 | Nyelv        | Előadó              | Dal                 | Magyar fordítás              | Helyezés | Pontszám |
| -- | ------------------------- | ------------ | ------------------- | ------------------- | ---------------------------- | -------- | -------- |
| 01 | Észak-Rajna-Vesztfália    | német        | AK4711              | Kein schönerer Land | Nincs szebb ország           | 16.      | 6        |
| 02 | Alsó-Szászország          | német, angol | Marlon              | Was immer du willst | Amit mindig akarsz           | 6.       | 59       |
| 03 | Saar-vidék                | német        | Reminder            | Augen zu (und rein) | Csukd be a szemed (és bele)! | 13.      | 17       |
| 04 | Baden-Württemberg         | német        | Massive Töne        | Mein Job            | A munkám                     | 9.       | 47       |
| 05 | Szász-Anhalt              | német        | Toni Kater          | Liebe ist           | A szerelem…                  | 14.      | 12       |
| 06 | Türingia                  | ír, német    | In Extremo          | Liam                | —                            | 3.       | 134      |
| 07 | Rajna-vidék-Pfalz         | német        | 200Sachen           | Sekt zum Frühstück  | Pezsgő reggelire             | 12.      | 18       |
| 08 | Szászország               | német, angol | Die Raketen és Lexy | Popsong             | Popdal                       | 15.      | 10       |
| 09 | Brandenburg               | német        | Diane               | Hast du kurz Zeit?  | Van egy kis időd?            | 10.      | 35       |
| 10 | Bajorország               | német        | tiptop              | TipTop              | —                            | 7.       | 53       |
| 11 | Schleswig-Holstein        | német        | TempEau             | Schöner Tag         | Szép nap                     | 11.      | 26       |
| 12 | Hamburg                   | német, angol | OleSoul             | Hamburg & Cologne   | Hamburg és Köln              | 5.       | 70       |
| 13 | Mecklenburg-Elő-Pomeránia | német        | Pyranja             | Nie wieder          | Soha többé                   | 8.       | 50       |
| 14 | Bréma                     | német        | Revolverheld        | Freunde bleiben     | A barátok maradnak           | 2.       | 136      |
| 15 | Hessen                    | német        | Nadja Benaissa      | Ich hab’ dich       | Az enyém vagy                | 4.       | 104      |
| 16 | Berlin                    | német        | Seeed               | Ding                | Dolog                        | 1.       | 151      |

## Ponttáblázat

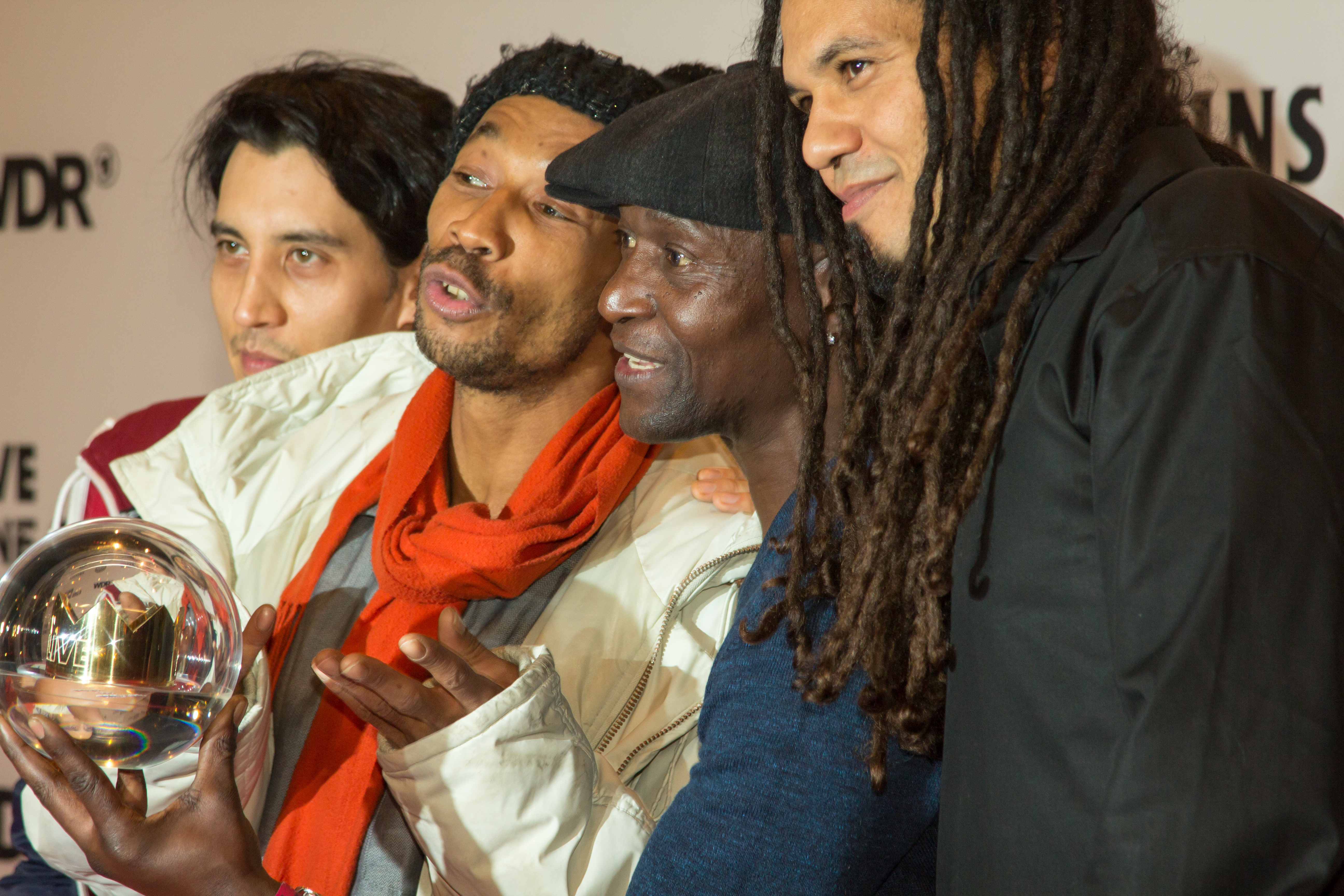
Seeed, a verseny győztese Berlinből

| Észak-Rajna-Vesztfália    | 6   | 5  |    |    |    |    |    |    |    |    |    |    | 1  |    |    |    |    |
| Alsó-Szászország          | 59  | 4  | 12 | 1  | 3  | 5  | 5  | 1  | 2  | 3  | 3  | 1  | 3  | 3  | 5  | 3  | 5  |
| Saar-vidék                | 17  |    |    | 12 |    |    |    | 5  |    |    |    |    |    |    |    |    |    |
| Baden-Württemberg         | 47  | 2  | 4  | 4  | 12 |    | 4  | 3  |    | 1  | 5  | 3  | 2  |    | 2  | 4  | 1  |
| Szász-Anhalt              | 12  |    |    |    |    | 12 |    |    |    |    |    |    |    |    |    |    |    |
| Türingia                  | 134 | 8  | 7  | 7  | 8  | 10 | 12 | 8  | 12 | 8  | 8  | 7  | 6  | 7  | 8  | 8  | 10 |
| Rajna-vidék-Pfalz         | 18  |    |    |    | 1  |    |    | 12 |    |    |    |    |    |    |    | 5  |    |
| Szászország               | 10  |    |    |    |    |    |    |    | 10 |    |    |    |    |    |    |    |    |
| Brandenburg               | 35  |    | 1  |    |    | 3  | 2  |    | 4  | 12 | 1  |    |    | 5  |    | 1  | 6  |
| Bajorország               | 53  | 3  | 3  | 2  | 4  | 2  | 6  | 2  | 5  | 4  | 12 | 2  |    | 2  | 1  | 2  | 3  |
| Schleswig-Holstein        | 26  |    |    | 3  |    |    |    |    |    |    |    | 12 | 7  | 1  | 3  |    |    |
| Hamburg                   | 70  | 6  | 5  | 5  | 5  | 1  | 3  | 4  | 1  | 2  | 4  | 6  | 12 | 4  | 4  | 6  | 2  |
| Mecklenburg-Elő-Pomeránia | 50  | 1  | 2  |    | 2  | 4  | 1  |    | 3  | 5  | 2  | 4  | 4  | 12 | 6  |    | 4  |
| Bréma                     | 136 | 10 | 10 | 8  | 7  | 8  | 10 | 7  | 7  | 7  | 7  | 10 | 10 | 8  | 12 | 7  | 8  |
| Hessen                    | 104 | 7  | 6  | 6  | 6  | 6  | 7  | 6  | 6  | 6  | 6  | 5  | 5  | 6  | 7  | 12 | 7  |
| Berlin                    | 151 | 12 | 8  | 10 | 10 | 7  | 8  | 10 | 8  | 10 | 10 | 8  | 8  | 10 | 10 | 10 | 12 |

### 12 pontok
| Darab | Jutalmazott tartomány     | Szavazó tartomány              |
| ----- | ------------------------- | ------------------------------ |
| 2     | Berlin                    | Berlin, Észak-Rajna-Vesztfália |
| 2     | Türingia                  | Szászország, Türingia          |
| 1     | Alsó-Szászország          | Alsó-Szászország               |
| 1     | Baden-Württemberg         |                                |
| 1     | Bajorország               |                                |
| 1     | Brandenburg               |                                |
| 1     | Bréma                     |                                |
| 1     | Hamburg                   |                                |
| 1     | Hessen                    |                                |
| 1     | Mecklenburg-Elő-Pomeránia |                                |
| 1     | Rajna-vidék-Pfalz         |                                |
| 1     | Saar-vidék                |                                |
| 1     | Schleswig-Holstein        |                                |
| 1     | Szász-Anhalt              |                                |

## Térkép

| Győztes 2. helyezett 3. helyezett 4. helyezett 5. helyezett 6. helyezett 7. helyezett 8. helyezett | 9. helyezett 10. helyezett 11. helyezett 12. helyezett 13. helyezett 14. helyezett 15. helyezett 16. helyezett |

## Részt vevő rádióállomások
Az Eurovíziós Dalfesztivállal ellentétben ezen a versenyen regionális rádióállomások választják ki a tartományok képviselőit. A 2006-os verseny részt vevő rádióállomásai a következők voltak:
| - radio ffn - bigFM - Energy München, Energy Nürnberg - Energy Berlin - BB Radio - Energy Bremen - Radio NRW - Energy Hamburg | - Hit Radio FFH - Antenne MV - bigFM - delta radio - Radio Salü - Radio Brocken - Sachsen Funkpaket - 89.0 RTL |

## Galéria
A verseny műsorvezetői:

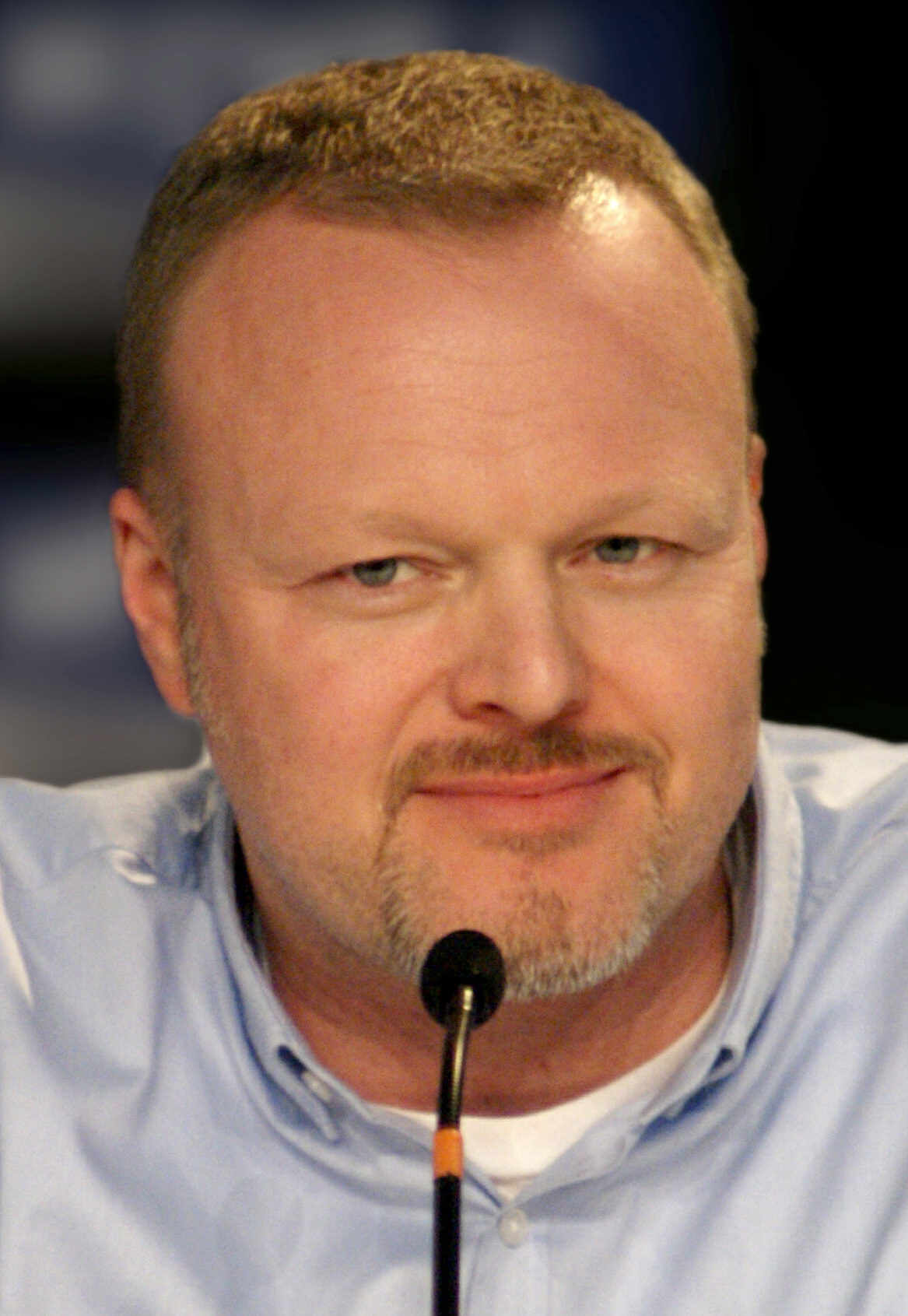
Stefan Raab
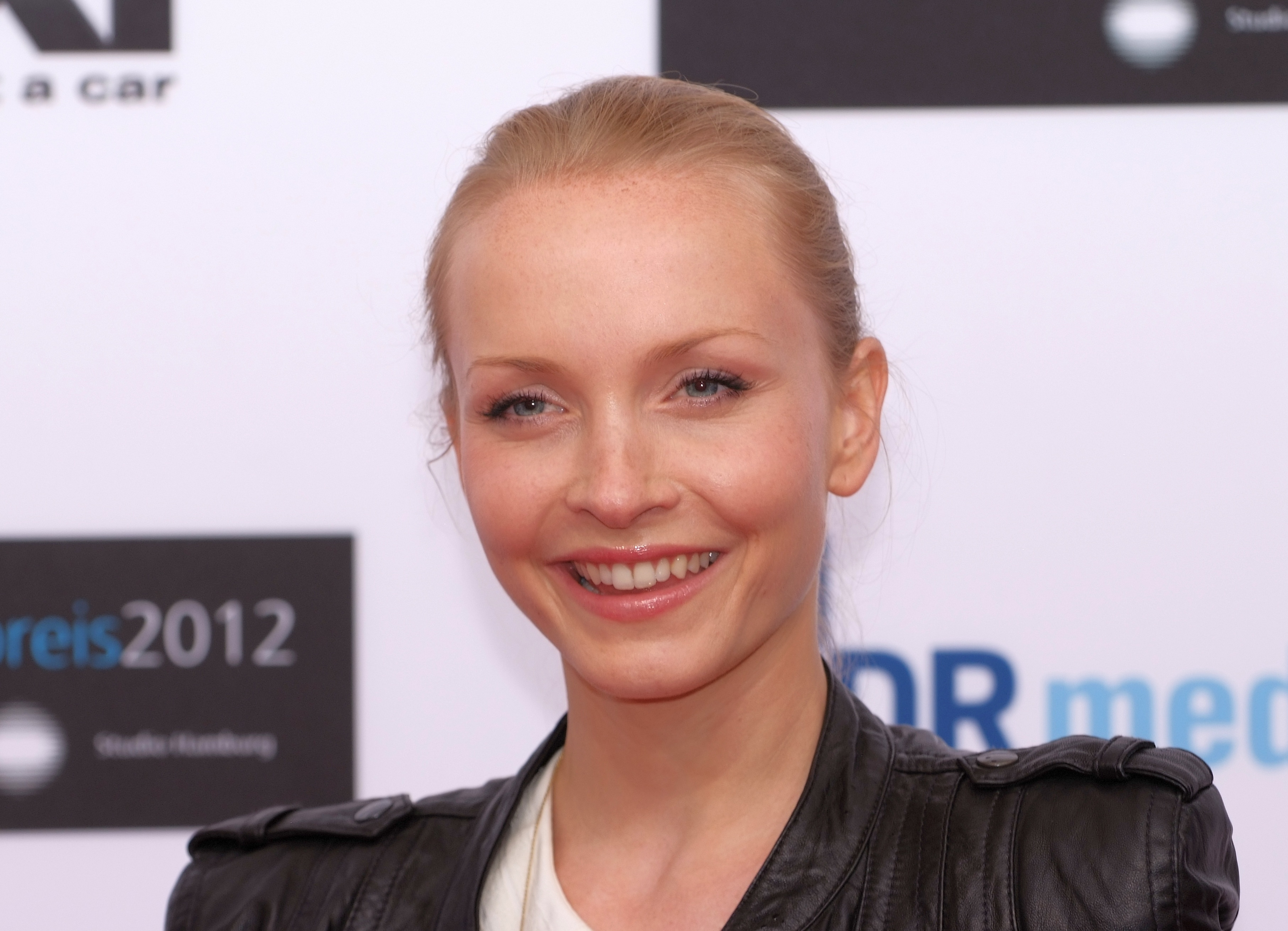
Janin Reinhardt
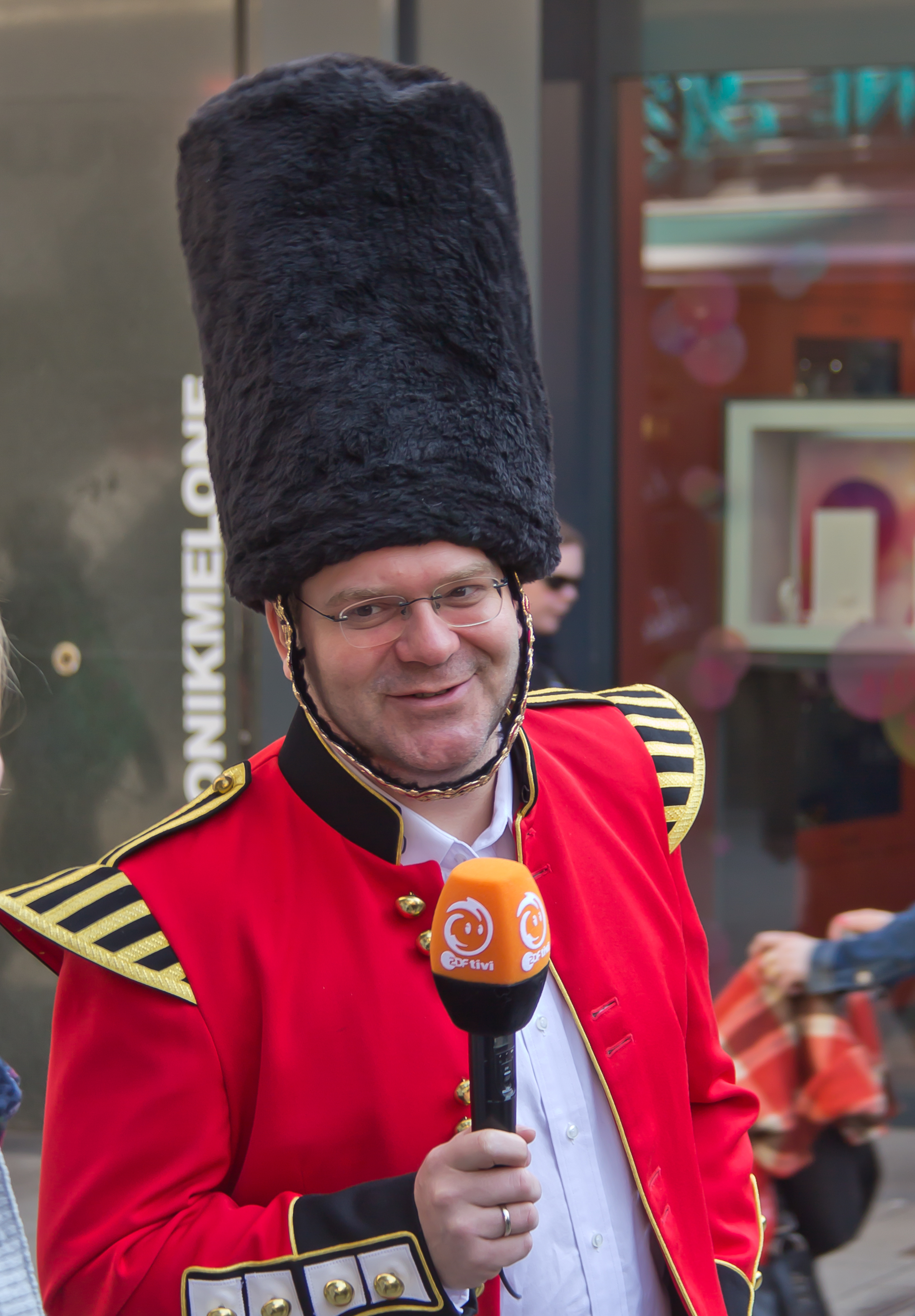
Elton